# Хуанпу (Шанхай)
Хуанпу́ (кит. упр. 黄浦, пиньинь Huángpǔ), также известный как «Новый район Хуанпу» — район городского подчинения города центрального подчинения Шанхай (КНР). Расположен на берегу реки Хуанпу (в честь которой назван). Его площадь — 12,41 км², в нём проживает 574 500 человек (по данным переписи 2002 года), что делает его одним из самых плотно заселённых городских районов в мире.

## История

### Наньши
Район Наньши исторически был ядром Шанхая. Здесь размещался окружённый городскими стенами административный центр образованного в 1292 году уезда Шанхай, здесь на обоих берегах реки Хуанпу находились доки. В 1842 году, после Первой опиумной войны, севернее китайского города разместилась Британская концессия, впоследствии выросшая в Шанхайский международный сеттльмент. Местные жители называли концессию «Северным городом» («Бэйши»), а китайский город — «Южным городом» («Наньши»), откуда и пошло название района.

### Хуанпу
Старый район Хуанпу находился на территории бывшего международного сеттльмента. Когда японцы захватили Шанхай в 1937 году, то именно здесь разместилось марионеточное Правительство Большого пути.

### Лувань
Название района в переводе означало «Залив Лу», и происходило от ныне несуществующей речки. Эта река называлась «Залив семьи Ло» (罗家湾), но так как на шанхайском диалекте иероглиф 罗 читается как «лу», то название реки в итоге стали записывать через другой, омонимичный иероглиф — 卢家湾.
После Первой опиумной войны на территории будущих районов Лувань и Сюйхуэй разместилась Шанхайская французская концессия. Французы протранскрибировали местное прочтение иероглифов «Луцзявань» как «Lukawei», и этот этноним вошёл в названия местного полицейского участка и тюрьмы. От времён французского владычества остались платаны, высаженные вдоль главных улиц. На территории французского сеттльмента проживали многие известные исторические личности: Сунь Ятсен, Мао Цзэдун, Чжоу Эньлай, Агнес Смедли, Мэй Ланьфан, Го Можо, Чжан Дацянь и другие.
Права на территорию международного сеттльмента были возвращены китайскому правительству в 1943 году.

### Слияние
В 1943 году международный сеттльмент был официально ликвидирован, и права на земли районов Хуанпу и Лувань вернулись китайскому правительству.
В 1993 году часть района Наньши, находившаяся на восточном берегу реки Хуанпу, была присоединена к району Пудун. В 2000 году было решено полностью упразднить район Наньши, присоединив остатки его территории к району Хуанпу.
В 2011 году к району Хуанпу был присоединён район Лувань.

## Административно-территориальное деление
Район Хуанпу делится на 9 уличных комитетов.

## Достопримечательности
Район Хуанпу является историческим центром Шанхая. Здесь находится набережная Вайтань (бывший Бунд), проходит Нанкинская улица. На Народной площади размещаются Шанхайский большой театр, Шанхайский музей, Шанхайский музей искусств. Шанхайский музей естественной истории также расположен в районе Хуанпу.
В старом китайском городе находятся такие достопримечательности, как Сады Юйюань и район вокруг храма Чэнхуанмяо.
В Хуанпу также расположена крупнейшая в мире биржа золота.
На территории бывшего района Лувань размещаются Дом Сунь Ятсена, Дом-музей первого съезда КПК, Синьтяньди, Большой мост Лупу.